# مفطورة كاليفورنية
مفطورة كاليفورنية (الاسم العلمي: Mycoplasma californicum) هي نوع من البكتيريا تتبع جنس المفطورة من فصيلة المفطورات.